# Luc Nilis
Luc Gilbert Cyrille Nilis (Hasselt, 25 mei 1967) is een Belgisch voetbaltrainer en voormalig voetballer die als aanvaller speelde. Hij geldt als een van de beste spitsen die België heeft gekend. Nilis was van 1988 tot en met 2000 international voor het Belgisch voetbalelftal, waarvoor hij 56 wedstrijden speelde en 10 keer scoorde.
Nilis was een tweevoetige spits die bekendstond om zijn traptechniek. De aanvaller debuteerde in de jaren 80 bij KFC Winterslag, waarna hij de overstap maakte naar RSC Anderlecht. Hoewel hij bij paars-wit regelmatig speelde en vaak tot de uitblinkers behoorde, kreeg Nilis in België nooit de erkenning waar hij op hoopte. Zo veroverde hij nooit de Belgische Gouden Schoen en werd hij pas verkozen tot Profvoetballer van het Jaar toen hij in Nederland speelde. Nilis verhuisde in 1994 naar PSV, waar hij de Nederlandse Gouden Schoen won en twee keer topschutter werd. In 2000 verhuisde hij naar Aston Villa, waar een beenbreuk al snel een einde maakte aan zijn carrière.

## Carrière als speler

### Jeugd
Nilis groeide op in het Limburgse dorp Zonhoven. Hij is een zoon van voormalig voetballer Roger Nilis. In zijn jeugd was hij fan van Club Brugge, maar zijn favoriete voetballer was de Nederlander Johan Cruijff. Hoewel het gezin recht tegenover de velden van FC Melosport woonde, sloot Nilis zich op negenjarige leeftijd aan bij KFC Halveweg Zonhoven, waar zijn vader trainer was. De gewezen speler van Sint-Truiden schaafde voortdurend aan de traptechniek van zijn jonge zoon. Onder leiding van zijn vader Roger oefende hij dagelijks op overstapjes en kapbewegingen. Al snel werd Nilis de absolute uitblinker bij Zonhoven. Zo scoorde hij bij de miniemen 106 doelpunten in één seizoen. In 1982 haalde hij de voorpagina van een lokale krant, toen hij een penalty in plaats van direct te scoren aflegde op medespeler Filip Peters en Johan Cruijff en Jesper Olsen die avond, toevalligerwijs, dezelfde actie uitvoerden.
In 1981 maakte hij, op veertienjarige leeftijd, de overstap naar de jeugd van toenmalig eersteklasser FC Winterslag, nadat zijn vader een proeftraining voor hem had geregeld. Halveweg wilde Nilis aanvankelijk niet laten gaan, maar nadat Roger Nilis had beloofd aan te blijven als jeugdtrainer gingen zij akkoord met de overstap. Winterslag betaalde een verplichte vergoeding van zo'n 100 duizend frank voor de speler.

### Winterslag
Bij Winterslag gold Nilis als groot talent. Hij werd geselecteerd voor diverse vertegenwoordigende elftallen. Zijn beste vriend in die jaren was Jean-Marie Smolders, die later speelde voor Racing Mechelen en KRC Genk. Enkele weken voor hij 16 werd, mocht hij voor het eerst meetrainen met de A-selectie. In de zomer van 1983 degradeerde de ploeg naar de tweede klasse. Op 31 maart 1984 maakte Nilis, op 16-jarige leeftijd, onder trainer Henri Depireux zijn debuut in het eerste elftal van Winterslag in een wedstrijd tegen La Louvière. Op 7 april maakte hij zijn eerste doelpunt tegen SC Eendracht Aalst. De tiener groeide in twee seizoenen uit tot een vaste waarde bij de Limburgers. In 1985 werd Roger Nilis, die zijn zoon altijd ondersteund en begeleid had, getroffen door een hersenbloeding, wat zijn weerslag op de jonge Nilis had. Zijn vader, die hulpbehoevend was geworden, moest een groot deel van de begeleiding van zijn zoon voortaan aan anderen overlaten.
In 1986 speelde Winterslag de eindronde, maar werd het daarin laatste.

### RSC Anderlecht
In het seizoen 1985-1986 maakte RSC Anderlecht via de media bekend dat zij geïnteresseerd waren in Nilis. Raymond Goethals, die in een eerder stadium ook Roger Nilis onder zijn hoede had, had de club getipt over Nilis. Goethals maakte na zijn eerste observatie van Nilis aan voorzitter Constant Vanden Stock al duidelijk dat deze niet moest twijfel en vol moest inzetten op de komst van de spits. In de krant werd Nilis ondertussen geprezen als "het grootste talent van België" en werd hij vergeleken met Paul van den Berg en de kort daarvoor overleden Anderlechtlegende Ludo Coeck. In februari dat seizoen meldde Michel Verschueren zich namens de club bij Winterslag. Niet alleen Anderlecht, maar ook Club Brugge en Standard Luik toonden interesse in Nilis. PSV toonde via scout Adrie van Kraaij interesse in de jonge Belg en ook PSV-trainer Hans Kraay sr. op de tribune gesignaleerd. Nilis vond het echter te vroeg om naar het buitenland te vertrekken, hoewel Eindhoven feitelijk dichter bij zijn geboortedorp was, dan Brussel. Anderlecht kwam tot een akkoord met de Limburgse club over een transfersom van 18 miljoen BEF (zo'n €450.000). Tijdens de eerste ontmoeting, een lunchafspraak die Nilis en zijn vader hadden met Vanden Stock en Verschueren, maakte de club direct indruk op Nilis. De club bood hem aldaar direct een driejarig fullprofcontract aan. Nilis, die bij Winterslag als semi-prof speelde, tekende direct.
Kort na het tekenen bij Anderlecht kreeg Nilis een oproep voor zijn militaire dienstplicht, waardoor hij in zijn eerste periode slechts sporadisch op de club kon zijn. Trainer Arie Haan koppelde Nilis aan Juan Lozano en Enzo Scifo. Aanvankelijk moest de toen 19-jarige Nilis zich tevreden stellen met het statuut van invaller. De Nederlandse coach gaf in de aanval de voorkeur aan Edi Krncević en Lozano. Toen die laatste in april 1987 zijn been brak, nam Nilis diens plaats in het elftal in. Anderlecht sloot het seizoen uiteindelijk af met een derde titel op rij. Na het kampioenschap nam Nilis met de militaire voetbalploeg onder leiding van Piet Teugels deel aan het militair WK voetbal in Italië. Nilis had, onder druk met Anderlecht, met het leger kunnen afspreken dat hij een lichter regime kreeg, als hij zijn dienstplicht met twee maanden zou onderbreken om zo met de militaire voetbalploeg naar het WK te kunnen gaan. Aansluitend zou hij met het elftal een rondreis van drie weken door Afrika maken. België eindigde als derde op het WK. De rondreis door Afrika en de confrontatie met de derdewereldproblematiek maakte een diepe indruk op Nilis.
Bij thuiskomst van zijn rondreis door Afrika kreeg Nilis hoge koortsen en werd hij in allerijl naar het ziekenhuis gebracht. Daar verslechterde zijn toestand en werd hij onsuccesvol getest op diverse tropische ziektes. Uiteindelijk bleek dat hij in Afrika waarschijnlijk een zware zonnesteek had opgelopen en verbeterde zijn toestand vanzelf. Na enige weken herstel, kon hij zich op tijd melden bij Anderlecht, waar Arie Haan had plaats gemaakt voor Georges Leekens. Ook onder Leekens kon Nilis op een plaats in het elftal rekenen. Dat resulteerde in 1988 in zijn eerste selectie voor de nationale ploeg. Toen Raymond Goethals begin 1988 de ontslagen Leekens verving, veranderde er niets aan Nilis' positie binnen het team. In zowel 1988 als 1989 veroverde Anderlecht de beker na een 2-0 zege tegen Standard Luik. In de eerste van die twee finales scoorde Nilis het openingsdoelpunt. In 1989 nam succestrainer Aad de Mos het roer over en streek schaduwspits Marc Degryse neer in het Astridpark. Vanaf dan groeide Nilis uit tot een van de beste aanvallers in de Belgische competitie. Hoewel De Mos' cynische stijl Nilis niet echt lag, bloeide hij onder de Nederlander volledig op. De toen 22-jarige aanvaller bereikte in 1990 met Anderlecht de finale van de Europacup II, nadat het eerder onder meer Dinamo Boekarest en het FC Barcelona van trainer Johan Cruijff had uitgeschakeld. Nilis belandde in die finale op de bank en mocht pas in de verlengingen invallen. Anderlecht verloor de finale met 2-0. Achteraf was Nilis enorm teleurgesteld door zijn late invalbeurt. Bovendien greep hij niet veel later naast een selectie voor het WK in Italië.
In het seizoen 1990/91 vormde Nilis een uitstekend aanvalsduo met de Braziliaan Luis Oliveira. De twee waren samen goed voor 37 doelpunten en hadden een belangrijk aandeel in het veroveren van de titel. In januari 1991 eindigde Nilis als derde in de uitslag van de Gouden Schoen, na laureaat Franky Van der Elst en spitsbroeder Oliveira. Ook een jaar later greep hij net naast de prestigieuze trofee. Ditmaal zag hij ploeggenoot Degryse met de prijs gaan lopen. Nilis werd door velen als favoriet beschouwd en was dan ook erg teleurgesteld dat hij voor de tweede keer op rij derde werd. Enkele maanden later blesseerde hij zich in een Europees duel tegen Panathinaikos zwaar aan de kruisbanden.
In 1992 werd Luka Peruzović trainer. De Joegoslaaf hamerde op discipline en een sterke organisatie. Sprankelend voetbal was geen prioriteit voor Peruzović, die hoewel hij met Anderlecht aan de leiding stond in januari 1993 ontslagen werd. Johan Boskamp werd als zijn opvolger aangeduid en besloot de sterkhouders van het team meer vrijheid te geven. Nilis werd onvoorwaardelijk gesteund door Boskamp, ook toen hij een mindere periode kende en door het publiek op de korrel werd genomen, kon hij rekenen op een basisplaats. Anderlecht sloot het seizoen af als kampioen.
In het daaropvolgende seizoen hoopte Anderlecht zich in de tweede editie van de Champions League te meten met de besten van Europa. Anderlecht vloog er echter al in de groepsfase uit, met als absoluut dieptepunt de nederlaag tegen Werder Bremen. Tegen de Duitse club gaf paars-wit een 0-3-voorsprong uit handen. De uitschakeling hing als een schaduw boven de rest van het seizoen, hoewel Anderlecht dat jaar de dubbel won. In de met 2-0 gewonnen bekerfinale tegen Club Brugge scoorde hij het laatste doelpunt. Op dat ogenblik was al duidelijk dat Nilis naar het buitenland zou verkassen.

### PSV
Aad de Mos, die sinds de zomer van 1993 trainer was van PSV, toonde na een renovatie van het elftal in de zomer van 1994, interesse. De oud-trainer van Nilis wilde de spits graag aan zijn kern toevoegen, maar technisch manager Frank Arnesen zag weinig in de komst van Nilis, die hij te blessuregevoelig achtte. De Mos contacteerde journalist Carl Huybrechts en liet hem een videotape met de beste momenten van Nilis samenstellen. Deze toonde hij het bestuur van de club met de woorden "Dit is Luc Nilis, veel plezier". Het bestuur van de Eindhovense club raakte overtuigd en betaalde 100 miljoen BEF (zo'n €2,5 miljoen) voor de transfer van Nilis. Dat jaar haalde PSV ook de Braziliaanse stervoetballer Ronaldo naar Nederland. Het eerste seizoen bij PSV verliep stroef. Na enkele wedstrijden werd De Mos ontslagen en vervangen door Kees Rijvers, die op zijn beurt in januari weer plaats maakte voor Dick Advocaat. Dat jaar moest PSV AFC Ajax en Roda JC voor zich dulden in de eindstand, maar het spitsenduo Nilis en Ronaldo, die topscorer werd, maakte wel indruk. Na zijn carrière noemde Ronaldo zijn Belgische spitsbroeder de aanvaller waar hij het liefst mee samenspeelde. Na het seizoen 1994/95, dat overheerst werd door de eindzege van AFC Ajax in de UEFA Champions League, werd Nilis uitgeroepen tot beste speler voor Ronald de Boer en Marc Overmars. Hij mocht de Gouden Schoen in ontvangst nemen, een prijs die hij, tot zijn frustratie, in België nooit won.
In 1996 begon het nieuwe elftal, onder meer door het aantrekken van Phillip Cocu, Chris van der Weerden, Wim Jonk, René Eijkelkamp en Jaap Stam, steeds meer vorm te krijgen. PSV veroverde de beker. In de competitie stonden ze lange tijd bovenaan, maar moesten zij uiteindelijk wederom AFC Ajax voor zich laten. Doordat Ronaldo halverwege het seizoen geblesseerd raakte, kwam René Eijkelkamp naast hem te spelen. Eijkelkamp nam de rol van aangever op zich, waardoor Nilis dat seizoen 30 doelpunten wist te maken. Nilis werd dat jaar topscorer en kreeg voor het eerst ook in eigen land erkenning. Hij werd door zijn Belgische collega's verkozen tot Profvoetballer van het Jaar. Na Enzo Scifo was hij de tweede speler die deze trofee wist te winnen bij een buitenlandse club.
In de zomer van 1995 kreeg Nilis er met Marc Degryse een oude bekende bij. De twee gewezen uitblinkers van Anderlecht werden in 1997 overtuigend kampioen van Nederland. Nilis werd bovendien, zij het dit keer met slechts 21 doelpunten, opnieuw topscorer in de Eredivisie. In het seizoen 1997-1998 zag de club zowel de competitie als de beker naar AFC Ajax gaan. Advocaat vroeg of Nilis, evenals Arthur Numan, interesse had om in de zomer met hem mee te gaan naar Glasgow Rangers. Nilis weigerde, maar dacht wel na over een vertrek. Het elftal van de voorgaande jaren viel langzaam uit elkaar. Phillip Cocu en Boudewijn Zenden vertrokken naar FC Barcelona, Jaap Stam naar Manchester United en Wim Jonk naar Sheffield Wednesday FC. Voor Nilis was er interesse vanuit Frankrijk. Raymond Goethals informeerde Nilis van de interesse van Paris Saint Germain, waar hij een persoonlijk gesprek had. Ook was er interesse van Girondins de Bordeaux, maar Nilis had geen goed gevoel bij beide clubs. Hij besloot zich eerst te richten op het Wereldkampioenschap voetbal 1998 in Frankrijk, om daar eventuele interesse van andere clubs op te wekken. Het WK verliep echter desastreus. De Belgen speelden drie maal gelijk en kwamen hiermee niet verder dan de groepsfase. Bij terugkomst werd de selectie uitgefloten op het vliegveld. Voorzitter Harry van Raaij, met wie Nilis een goede band had opgebouwd, haalde Nilis bij terugkomst over zijn contract in Eindhoven te verlengen.
In het seizoen 1998-1999 was sir Bobby Robson trainer van PSV, hoewel hij de veldtrainingen meestal overliet aan zijn assistent Ernie Brandts. Het elftal werd versterkt met vele jongelingen en Nilis was, met zijn 31 jaar, na Stan Valckx de oudste speler van de selectie. Hij werd gekozen tot aanvoerder van het elftal, miste de start van het seizoen door een blessure. De ploeg kende een verschrikkelijke eerste seizoenshelft en belandde zelfs in het rechterrijtje. Bij terugkomst vormde Nilis een spitsenduo met de jonge, van sc Heerenveen overgekomen, Brabander Ruud van Nistelrooij. Nilis had een goede klik met Van Nistelrooij. Nilis scoorde dat seizoen 24 keer en Van Nistelrooij werd topscorer met 31 doelpunten. Bij aanvang van de laatste wedstrijd van het seizoen stond PSV vijfde en was er nog slechts een kleine kans tot kwalificatie voor de Champions League. Vitesse en Roda JC moesten punten laten liggen, terwijl PSV moest winnen. Tien minuten voor tijd stond PSV nog op 2-2 tegen FC Utrecht, terwijl de andere ploegen op verlies stonden. Toen scheidsrechter Dick Jol PSV een vrije trap ontzegde, beschuldigde Nilis hem van omkoping, iets waarvan Jol enkele jaren eerder beschuldigd was. Hij toonde Nilis direct de rode kaart. In blessuretijd wist Arnold Bruggink alsnog te scoren, waardoor PSV op de gewilde derde plaats achter Feyenoord en Willem II eindigde, die recht gaf op deelname aan de Champions League.
In 1999 kwam Eric Gerets, wiens naam al een vol seizoen rondzong, van Club Brugge over naar PSV. Hoewel Nilis aanvankelijk blij was met de aanstelling van zijn landgenoot, die hij adoreerde en nog kende van zijn beginjaren bij de nationale ploeg, verkilde de relatie snel. Nilis had verwacht als aanvoerder een persoonlijk gesprek te krijgen met de nieuwe trainer, maar deze liet hem links liggen. Tijdens de voorbereiding uitte Gerets openlijke kritiek op het koppel Nilis-Van Nistelrooij, die hij te weinig vond laten zien. Over Nilis zei hij dat deze niet hard genoeg trainde en zich hiermee boven het elftal plaatste. Aan het einde van de voorbereiding liet Gerets Nilis bij zich roepen voor een gesprek, waarin hij hem voor de volledige technische staf hard terecht wees over zijn inzet en aanvoerderschap. Nilis verliet hierop als een briesend paard met woorden de trainerskamer. De relatie met Gerets werd hierna nooit meer goed. Toch bleef Nilis zijn trainer in de media steunen. Ondanks de slechte onderlinge sfeer speelde PSV een sterk seizoen, mede door de aankopen Mark van Bommel en Johann Vogel. In de winterstop van het seizoen maakte Gerets Nilis, wiens contract afliep, duidelijk dat hij wel bij PSV kon blijven, maar dat hij het seizoen erop Arnold Bruggink voor hem moest dulden. Voor Nilis was dit de zoveelste motie van wantrouwen van zijn trainer. Die winterstop meldde Liverpool FC zich voor de Belg, maar hij kreeg van de clubleiding te horen dat hij niet tussentijds mocht vertrekken. In de eerste wedstrijd van de tweede seizoenshelft, tegen Feyenoord, plaatste Gerets Nilis op de bank. Nilis, overtuigd om nog een laatste keer met PSV kampioen te worden, speelde hierna alle wedstrijden en roerde zich niet over wat er achter de schermen speelde. De ploeg werd met 16 punten afstand van sc Heerenveen en een doelsaldo van +81 kampioen van Nederland. Van Nistelrooij werd wederom topscorer van Nederland met 29 doelpunten, Nilis scoorde er 19. Aan het eind van het seizoen kreeg hij van PSV een contractaanbieding die hij naast zich neerlegde. Ook Racing Genk meldde zich bij Nilis met een driejarig contract en de toezegging om hierna opgenomen te worden in de technische staf. Zij kwamen echter niet snel genoeg met concrete plannen, waarop Nilis het aanbod afsloeg.

### Aston Villa
In maart 2000, enkele maanden voor het kampioenschap van PSV, tekende Nilis een tweejarig contract bij Aston Villa FC. In die twee jaar zou hij ongeveer 2 miljoen pond gaan verdienen. De overeenstemming met de club duurde uiteindelijk langer dan verwacht, ironisch genoeg door een onenigheid over de betaling van de, in Engeland verplichte, arbeidsongeschiktheidsverzekering. De club wilde dat Nilis de premie zelf zou betalen, Nilis vond principieel dat de club dit zou regelen. Toen Nilis duidelijk maakte dat dit voor hem een breekpunt was, nam de club de premie op zich.
In de zomer speelde Nilis op het Europees kampioenschap voetbal 2000 in België en Nederland. Hoewel Nilis zich op speciaal verzoek van bondscoach Robert Waseige weer verkiesbaar stelde voor de nationale ploeg, was hij slechts wisselspeler en zag hij de ploeg al in de groepsfase stranden. Kort hierna meldde hij zich in Birmingham. Hij speelde zijn eerste wedstrijd voor de club in de halve finale van de Intertoto Cup tegen Celta de Vigo. Nilis scoorde, maar zag de ploeg ten onder gaan met 2-1.
De eerste competitiewedstrijd tegen Leicester City FC moest Nilis aan zich voorbij laten gaan door een liesblessure. Ook de tweede wedstrijd tegen Chelsea FC zou hij aanvankelijk aan zich voorbij laten gaan, maar door een blessure van David Ginola, maakte hij tegen Chelsea zijn debuut in de Premier League. Nilis maakte in deze wedstrijd zijn enige doelpunt voor Aston Villa in de Premier League, door de bal met een volley in het dak van het doel te schieten. De wedstrijd eindigde in 1-1. Op 6 september verloor de ploeg uit van Liverpool FC, een wedstrijd waaraan Nilis, vanwege de ambiance in het stadion, bijzondere herinneringen overhield. Drie dagen later, op 9 september stond Nilis wederom in de basis voor de wedstrijd tegen Ipswich Town FC.

#### Blessure
In de zevende minuut van de wedstrijd tegen Ipswich Town kreeg Nilis een bal doorgekopt van Dion Dublin en ging hij op keeper Richard Wright af, die ver uit zijn goal stond. Wright kwam nog verder uit zijn doel en probeerde de bal hard van de voet van Nilis te spelen, terwijl Nilis de bal juist probeerde te controleren. Er volgde een harde botsing, waarbij Nilis een open botbreuk opliep aan zijn onderbeen. De blessure was vergelijkbaar met de dubbele open beenbreuk die David Busst vier jaar eerder had opgelopen. Hij was enige tijd buiten westen en werd vervolgens, onder applaus, met een brancard van het veld gedragen. Hij werd met spoed geopereerd. De operatie verliep goed, maar al snel traden er complicaties op in de doorbloeding van het enkelgewricht. 's Nachts bleek dat de voet aan het afsterven was en moest Nilis opnieuw onder het mes, waarbij er incisies gemaakt werden, om het weefsel van zuurstof te voorzien. Even werd gevreesd dat amputatie van het onderbeen noodzakelijk was. Nadat de bloedtoevoer verbeterde, werd van amputatie afgezien. Nilis verbleef tien dagen in het ziekenhuis, voor hij door de club via helikopter terug vervoerd werd naar België. Hier begon Nilis te werken aan zijn herstel, dat moeizaam verliep.
Voor Nilis was het al vrij snel duidelijk dat de breuk het einde van zijn voetbalcarrière betekende. Ook de onderzoeken die de club liet doen, wezen hierop. Uiteindelijk werd hij in januari 2001 bij de club ontboden om de afkeuringspapieren te tekenen en officieel afscheid te nemen van de club en het publiek.

### Nationale ploeg
Nilis speelde in zijn jeugd voor diverse vertegenwoordigende elftallen. Hij speelde 56 interlands in het Belgisch voetbalelftal. Een gelukkig huwelijk was dat tussen Nilis en de nationale ploeg niet. Nilis had een stugge verhouding met de verschillende bondscoaches die in die jaren de revue passeerden en paste niet goed in de verdedigende stijl van het nationale elftal. Hij scoorde in de 56 interlands die hij speelde 10 maal.
Op 26 maart 1988 maakte Nilis op 20-jarige leeftijd onder bondscoach Guy Thys zijn debuut voor de Rode Duivels in een vriendschappelijke wedstrijd tegen Hongarije. Aangezien België zich niet gekwalificeerd had voor het EK 1988, moest het WK 1990 in Italië het eerste grote toernooi van Nilis worden. Hoewel hij in de aanloop naar het toernooi bijna alle wedstrijden speelde, nam Thys Nilis niet op in de selectie voor dat toernooi. Thys selecteerde verdediger Jean-François De Sart in plaats van Nilis. Volgens Nilis omdat zijn selectie de balans tussen Vlamingen en Walen zou verstoren. Thys verklaarde Nilis gepasseerd te hebben, omdat Anderlechttrainer Aad de Mos Nilis aanvankelijk ook op de bank hield tijdens de Europacup II finale van dat jaar.
In 1992 liep België onder Paul Van Himst kwalificatie voor het EK 1992 in Zweden mis. Hoewel Nilis in die jaren bij Anderlecht aan de lopende band scoorde, bleef de teller voor de Rode Duivels lang op nul staan. Pas in zijn 24e interland, op 3 juni 1994, kort nadat Nilis had getekend bij PSV, maakte Nilis zijn eerste doelpunt voor de Belgen in een wedstrijd tegen Zambia, die met 9-0 werd gewonnen. De overige acht doelpunten waren afkomstig van de tot Belg genaturaliseerde Kroaat Josip Weber (5) en Marc Degryse (3). Hoewel Nilis geen problemen had met de persoon Josip Weber, had hij wel moeite met het feit dat de bond Weber liet naturaliseren, om uit te komen voor het Belgische elftal.
In de zomer van 1994 was Nilis met de Rode Duivels actief op het WK 1994 in de Verenigde Staten. In de eerste wedstrijd tegen Marokko gaf Nilis de assist waaruit Degryse het enige doelpunt maakte. Hij werd echter kort na rust vervangen. In de tweede wedstrijd, die werd gewonnen van Nederland, hield Van Himst hem 90 minuten op de bank. In de derde wedstrijd, tegen Saoedi-Arabië mocht Nilis bij een 1-0 achterstand invallen. Hij kon de wedstrijd echter niet keren en België verloor de wedstrijd, maar ging toch door naar de volgende rond. Hierin werden ze met 3-2 verslagen door Duitsland en eindigde het toernooi in mineur. Voor het volgende toernooi, het EK 1996 in Engeland wist België zich niet te kwalificeren.
In 1998 kwalificeerde België zich wel weer voor het WK 1998 in Frankrijk. Nilis was gebrand een goed toernooi te spelen. Hij wilde zich, gezien de situatie bij PSV waar trainer Dick Advocaat en dragende spelers als Arthur Numan, Phillip Cocu, Jaap Stam en Wim Jonk vertrokken, in de kijker spelen van andere clubs. Bondscoach Georges Leekens liet het team echter uiterst verdedigend spelen, waardoor Nilis niet rendeerde. Na drie fletse gelijkspelen tegen Nederland, Mexico en Zuid-Korea was de ploeg uitgeschakeld en keerde Nilis gedesillusioneerd terug bij PSV, waar hij zijn contract verlengde. Hierna besloot hij zijn interlandcarrière af te sluiten.
Robert Waseige, die in 1999 het stokje van Leekens had overgenomen, haalde Nilis in 2000 over zich toch weer beschikbaar te stellen voor de nationale ploeg. Op 26 april 2000 maakte hij zijn rentree in een vriendschappelijke wedstrijd tegen Noorwegen. Nilis werd opgenomen in de selectie voor het EK 2000, dat werd gehouden in Nederland en België. Tijdens de voorbereiding op dat toernooi kwam Nilis in botsing met Waseige over een gekozen trainingsvorm. Waseige gaf aan niet van Nilis' repliek gediend te zijn, waarop Nilis aangaf het trainingskamp weer te willen verlaten. Hij werd omgepraat door Jacky Peeters en Timmy Simons en besloot te blijven. Hij begon het toernooi echter, tegen zijn verwachting in, als wisselspeler. De bondscoach gaf de voorkeur aan Branko Strupar, evenals Weber een tot Belg genaturaliseerde Kroaat. Nilis kon zich niet vinden in die keuze. Hij speelde uiteindelijk drie wedstrijden op het toernooi, waarvan de eerste twee als invaller. In de laatste groepswedstrijd tegen Turkije mocht Nilis in de basis starten. Toen de ploeg met 2-0 achterkwam door twee doelpunten van Hakan Şükür, werd hij gewisseld voor Strupar. België verloor de wedstrijd met 2-0, eindigde derde in de poule en moest het toernooi verlaten. Zo ging Nilis' interlandcarrière als een nachtkaars uit.
| Interlands van Luc Nilis | Interlands van Luc Nilis      | Interlands van Luc Nilis      | Interlands van Luc Nilis      | Interlands van Luc Nilis      | Interlands van Luc Nilis |
| №                        | Datum                         | Wedstrijd                     | Uitslag                       | Soort wedstrijd               | Goals                    |
| ------------------------ | ----------------------------- | ----------------------------- | ----------------------------- | ----------------------------- | ------------------------ |
|                          |                               |                               |                               |                               |                          |
| 28                       | Als speler bij RSC Anderlecht | Als speler bij RSC Anderlecht | Als speler bij RSC Anderlecht | Als speler bij RSC Anderlecht | 2                        |
| 1.                       | 26 maart 1988                 | België - Hongarije            | 3-0                           | Vriendschappelijk             |                          |
| 2.                       | 12 oktober 1988               | België - Brazilië             | 1-2                           | Vriendschappelijk             |                          |
| 3.                       | 19 oktober 1988               | België - Zwitserland          | 1-0                           | WK-kwalificatie 1990          |                          |
| 4.                       | 16 november 1988              | Tsjecho-Slowakije - België    | 0-0                           | WK-kwalificatie 1990          |                          |
| 5.                       | 29 april 1989                 | België - Tsjecho-Slowakije    | 2-1                           | WK-kwalificatie 1990          |                          |
| 6.                       | 27 mei 1989                   | België - Joegoslavië          | 1-0                           | Vriendschappelijk             |                          |
| 7.                       | 23 augustus 1989              | België - Denemarken           | 3-0                           | Vriendschappelijk             |                          |
| 8.                       | 6 september 1989              | België - Portugal             | 3-0                           | WK-kwalificatie 1990          |                          |
| 9.                       | 25 oktober 1989               | België - Luxemburg            | 1-1                           | WK-kwalificatie 1990          |                          |
| 10.                      | 17 januari 1990               | Griekenland - België          | 2-0                           | Vriendschappelijk             |                          |
| 11.                      | 21 februari 1990              | België - Zweden               | 0-0                           | Vriendschappelijk             |                          |
| 12.                      | 17 oktober 1990               | Wales - België                | 3-1                           | EK-kwalificatie 1992          |                          |
| 13.                      | 1 mei 1991                    | Duitsland - België            | 1-0                           | EK-kwalificatie 1992          |                          |
| 14.                      | 11 september 1991             | Luxemburg - België            | 0-2                           | EK-kwalificatie 1992          |                          |
| 15.                      | 9 oktober 1991                | Hongarije - België            | 0-2                           | Vriendschappelijk             |                          |
| 16.                      | 20 november 1991              | België - Duitsland            | 0-1                           | EK-kwalificatie 1992          |                          |
| 17.                      | 26 februari 1992              | Tunesië - België              | 2-1                           | Vriendschappelijk             |                          |
| 18.                      | 25 maart 1992                 | Frankrijk - België            | 3-3                           | Vriendschappelijk             |                          |
| 19.                      | 18 november 1992              | België - Wales                | 2-0                           | WK-kwalificatie 1994          |                          |
| 20.                      | 13 februari 1993              | Cyprus - België               | 0-3                           | WK-kwalificatie 1994          |                          |
| 21.                      | 22 mei 1993                   | België - Faeröer              | 3-0                           | WK-kwalificatie 1994          |                          |
| 22.                      | 17 november 1993              | België - Tsjecho-Slowakije    | 0-0                           | WK-kwalificatie 1994          |                          |
| 23.                      | 16 februari 1994              | Malta - België                | 1-0                           | Vriendschappelijk             |                          |
| 24.                      | 3 juni 1994                   | België - Zambia               | 9-0                           | Vriendschappelijk             | Goal                     |
| 25.                      | 8 juni 1994                   | België - Hongarije            | 3-1                           | Vriendschappelijk             | Goal                     |
| 26.                      | 19 juni 1994                  | België - Marokko              | 1-0                           | Groepsfase WK 1994            |                          |
| 27.                      | 29 juni 1994                  | België - Saoedi-Arabië        | 0-1                           | Groepsfase WK 1994            |                          |
| 28.                      | 2 juli 1994                   | Duitsland - België            | 3-2                           | Achtste finale WK 1994        |                          |
| 28                       | Als speler bij PSV            | Als speler bij PSV            | Als speler bij PSV            | Als speler bij PSV            | 8                        |
| 29.                      | 16 november 1994              | België - Macedonië            | 1-1                           | EK-kwalificatie 1992          |                          |
| 30.                      | 22 april 1995                 | België - Verenigde Staten     | 1-0                           | Vriendschappelijk             |                          |
| 31.                      | 26 april 1995                 | België - Cyprus               | 2-0                           | EK-kwalificatie 1992          |                          |
| 32.                      | 23 augustus 1995              | België - Duitsland            | 1-2                           | Vriendschappelijk             |                          |
| 33.                      | 6 september 1995              | België - Denemarken           | 1-3                           | EK-kwalificatie 1992          |                          |
| 34.                      | 7 oktober 1995                | Armenië - België              | 0-2                           | EK-kwalificatie 1992          | Goal · Goal              |
| 35.                      | 15 november 1995              | Cyprus - België               | 1-1                           | EK-kwalificatie 1992          |                          |
| 36.                      | 24 april 1996                 | België - Rusland              | 0-0                           | Vriendschappelijk             |                          |
| 37.                      | 31 augustus 1996              | België - Turkije              | 2-1                           | WK-kwalificatie 1998          |                          |
| 38.                      | 9 oktober 1996                | San Marino - België           | 0-3                           | WK-kwalificatie 1998          | Goal · Goal              |
| 39.                      | 14 december 1996              | België - Nederland            | 0-3                           | WK-kwalificatie 1998          |                          |
| 40.                      | 11 februari 1997              | Noord-Ierland - België        | 3-0                           | Vriendschappelijk             |                          |
| 41.                      | 11 oktober 1997               | België - Wales                | 3-2                           | WK-kwalificatie 1998          |                          |
| 42.                      | 29 oktober 1997               | Ierland - België              | 1-1                           | Play-off WK-kwalificatie 1998 | Goal                     |
| 43.                      | 15 november 1997              | België - Ierland              | 2-1                           | Play-off WK-kwalificatie 1998 | Goal                     |
| 44.                      | 25 februari 1998              | België - Verenigde Staten     | 2-0                           | Vriendschappelijk             |                          |
| 45.                      | 22 april 1998                 | België - Roemenië             | 1-1                           | Vriendschappelijk             | Goal                     |
| 46.                      | 27 mei 1998                   | Frankrijk - België            | 1-0                           | Vriendschappelijk             |                          |
| 47.                      | 3 juni 1998                   | België - Colombia             | 2-0                           | Vriendschappelijk             |                          |
| 48.                      | 6 juni 1998                   | België - Paraguay             | 1-0                           | Vriendschappelijk             |                          |
| 49.                      | 13 juni 1998                  | België - Nederland            | 0-0                           | Groepsfase WK 1998            |                          |
| 50.                      | 20 juni 1998                  | België - Mexico               | 2-2                           | Groepsfase WK 1998            |                          |
| 51.                      | 25 juni 1998                  | België - Zuid-Korea           | 1-1                           | Groepsfase WK 1998            | Goal                     |
| 52.                      | 26 april 2000                 | Noorwegen - België            | 0-2                           | Vriendschappelijk             |                          |
| 53.                      | 3 juni 2000                   | Denemarken - België           | 2-2                           | Vriendschappelijk             |                          |
| 54.                      | 10 juni 2000                  | België - Zweden               | 2-1                           | Groepsfase EK 2000            |                          |
| 55.                      | 14 juni 2000                  | België - Italië               | 0-2                           | Groepsfase EK 2000            |                          |
| 56.                      | 19 juni 2000                  | Turkije - België              | 2-0                           | Groepsfase EK 2000            |                          |

## Verdere carrière
Na het abrupte einde van de voetbalcarrière van Nilis, moest hij lange tijd revalideren van zijn gecompliceerde beenbreuk. Dit deed hij met een fysiotherapeut in zijn woonplaats Zonhoven. Uiteindelijk kwam hij zover terug dat hij zijn been zonder angst leerde gebruiken, hij in het dagelijks leven weer kon functioneren en kon sporten op hobbyniveau. In de zomer van 2001, ongeveer een jaar na het ongeval, vroeg Nilis' voormalige zaakwaarnemer Dirk Degraen of Nilis wilde instappen in een makelaarsbureau dat hij had opgericht met Paul De Geyter. Nilis richtte zich vooral op de scouting van talentvolle spelers, die de andere stafleden onderbrachten bij profclubs.
Begin 2004 werd Nilis gecontacteerd door Stin Husson, de voorzitter van K. Beringen-Heusden-Zolder. Nilis was geïnteresseerd geraakt in de lokale club, nadat deze in 2003 promoveerde naar de eerste klasse. Nilis werd een geregelde gast bij de club, die niet ver van zijn woonplaats Zonhoven aflag, en voelde zich er thuis. Husson bood Nilis de functie van technisch directeur aan. Nilis legde zijn taken bij SEM neer en startte in mei 2004 bij de club, die ondertussen alweer uitkwam in de Tweede klasse. Nilis kreeg in afwachting van een externe financier alvast een budget toegewezen en hij ging enthousiast aan de slag met het aantrekken van nieuwe spelers, waarbij hij het netwerk dat hij had opgebouwd bij SEM gebruikte. Tevens stelde hij Fuat Çapa aan als trainer. Al snel bleek dat hij misleid was door Husson. Er werden geen financiers gevonden en de club kon de door Nilis aangeboden salarissen niet betalen, terwijl ook zijn salaris uitbleef. Een paar maal gaf Nilis spelers uit eigen zak een voorschot op hun salaris, zodat zij konden leven. Toen bleek dat er in de situatie geen verandering kwam, lichtte Nilis de spelers in ze te kunnen helpen aan een groene kaart, waarmee ze de club konden verlaten, als ze drie maanden geen salaris hadden ontvangen. Toen het bestuur dat ter ore kwam, werd hij meermaals bedreigd. Nilis zegde zijn contract op en enkele maanden later, in februari 2006 werd de club failliet verklaard en uit de competitie genomen.
Op het moment dat Nilis' financiële situatie problematisch begon te worden, kreeg hij een telefoontje van Stan Valckx, zijn oude vriend van PSV. In overleg met hoofdcoach Guus Hiddink werd Nilis toegevoegd aan de technische staf van de Eindhovenaren. Hij werd assistent van Anton Janssen bij het tweede elftal, mocht helpen bij de jeugd en werd opgenomen in het scoutingapparaat van de club. Na enkele tijd bracht Nilis masseur Eddy Pepels aan bij de club, met wie hij gewerkt had bij Beringen-Heusden-Zolder. Langzaam aan ging Nilis steeds meer spelers begeleiden bij het eerste elftal. Ook onder Hiddinks opvolger Ronald Koeman bleef dit het geval. Nadat Sef Vergoossen in januari 2008 werd aangesteld, werd Nilis niet meer betrokken bij het eerste elftal en keerde hij terug naar de jeugdelftallen. Kort hierna scheidde hij van zijn vrouw Patsy, met wie hij sinds het begin van zijn loopbaan samen was. In 2010 werd Marcel Brands technisch manager. Hij reorganiseerde het scoutingapparaat en wilde enkel fulltime scouts in de organisatie, waardoor Nilis zijn trainerstaken verloor.
In januari 2011 meldde Fuat Çapa, die Nilis eerder bij Beringen-Heusden-Zolder aanstelde als trainer, zich bij Nilis. Hij wilde Nilis meenemen als assistent-trainer naar de Turkse club Kasımpaşa SK, waar hij was aangesteld. Nadat Çapa en Nilis met Kasımpaşa waren gedegradeerd, werden zij ontslagen. Ze konden hierna echter direct starten als trainer bij de Turkse promovendus Gençlerbirliği SK. Kort na zijn aanstelling kreeg Nilis te horen dat zijn vader Roger ernstig ziek was. Nilis wilde voor minstens twee weken vrijaf, maar de club weigerde hem vrij te geven. Hierop leverde hij zijn contract in en keerde terug naar België, waar zijn vader op 21 september 2011 overleed.
Terug in Zonhoven realiseerde Nilis zich dat hij stom was geweest om PSV halsoverkop te verlaten. Toen hij dit vertelde aan zijn vriend Eddy Pepels, die ondertussen als masseur bij de A-selectie betrokken was, gaf deze aan assistent-trainer Ernest Faber aan dat Nilis openstond voor een terugkeer naar de Eindhovense club. Bij PSV was er aanvankelijk enige scepsis over een terugkeer van Nilis, gezien de wijze waarop hij de club in 2011 had verlaten. Nilis bleef echter een graag geziene gast op De Herdgang. Ondertussen werkte hij onder andere voor de Belgische bond als scout. Tevens was hij enige tijd werkzaam in de technische staf van KSK Hasselt dat uitkwam in de derde klasse, waar zijn zoon Arne als voetballer actief was. Na een seizoen vertrok Nilis bij de club, omdat hij zich vol wilde richten op een carrière als trainer.
In de zomer van 2014 keerde Nilis als stagiair terug bij PSV. De club stelde hem voor een dag per week aan als spitsentrainer in de jeugdopleiding. Hoofdtrainer Phillip Cocu ging echter ook steeds vaker een beroep doen op Nilis en nam hem in de winterstop van het seizoen 2014-2015 mee naar het trainingskamp in Maspalomas. De samenwerking beviel beide partijen zo goed, dat de club hem in april 2015 officieel aan zich bond. Nilis kwam te werken bij het eerste elftal en de bovenbouw van de jeugdafdeling. In zijn rol als spitsentrainer begeleidde Nilis onder anderen Jürgen Locadia en Steven Bergwijn intensief.
Op 14 mei 2016 verscheen zijn biografie De Waarheid - Luc Nilis Spreekt. In het boek, dat Thijs Slegers schreef in zeer nauw contact met Nilis, hij een beschrijving van carrière en leven. Daarnaast werd hij in open brieven beschreven door verschillende personen. Zo leverden oud-trainers Henri Depireux, Aad de Mos, Johan Boskamp en Dick Advocaat, bestuursleden Michel Verschueren en Harry van Raaij, oud-ploeggenoten Marc Degryse, Ruud van Nistelrooij, George Boateng en Stan Valckx, sportverslaggever Carl Huybrechts, zijn moeder Philomena Nilis en zijn partner Mieke Jonckers bijdragen aan het boek.
Hoewel PSV in 2018 de optie in zijn aflopende contract verlengde, tekende het clubicoon met ingang van het seizoen 2018/19 een contract als assistent-trainer bij VVV-Venlo, waar hij herenigd werd met technisch-directeur Stan Valckx. Nilis koos voor een overstap naar de Venlose eredivisionist omdat hij zich daar uitsluitend kon richten op het eerste elftal. Na twee seizoenen beslisten speler en club in onderling overleg om het aflopende contract van Nilis niet te verlengen.
In augustus 2020 bekende Nilis dat hij met Club Brugge had gesproken over een mogelijke job in de trainersstaf. Vincent Mannaert had zijn kandidatuur voorgelegd aan hoofdtrainer Philippe Clement, maar die had laten weten dat zijn staf al vol zat. Nilis ging dan maar als spitsentrainer aan de slag bij de Turkse eersteklasser Ankaragücü, waar oude bekende Fuat Çapa trainer was. Drie maanden later werd het contract van Nilis evenwel al in onderling overleg ontbonden. De club stond toen na zes wedstrijden laatste in de Süper Lig met slechts twee punten en zes gemaakte doelpunten, de op vier na slechtste aanval.
Op 27 november 2020 kondigde RSC Anderlecht aan dat Nilis vanaf 30 november op proef bij hen aan de slag ging als spits- en techniektrainer. Na een (positief bevonden) proefperiode van twee weken liepen de onderhandelingen tussen beide partijen spaak, waardoor de wegen van Anderlecht en Nilis scheidden. Een kleine twee weken later werd hij assistent-bondscoach bij Jordanië, waar zijn oude ploegmaat Vital Borkelmans bondscoach is. Toen Borkelmans daar in juni 2021 vertrok, zat ook Nilis' passage er daar op.
In augustus 2021 werd Nilis trainer van Belisia Bilzen SV, dat eerder dat jaar was ontstaan uit een fusie tussen Spouwen-Mopertingen en Bilzerse Waltwilder VV. Het werd zijn eerste opdracht als hoofdtrainer. In de 1/16e finale van de Croky Cup werd Bilzen uitgeloot tegen eersteklasser KAA Gent. Eind oktober 2021 verloren ze die bekerwedstrijd met 4-0. Naast het hoofdtrainerschap bij Belisia, werd Nilis in maart 2022 ook spitsentrainer bij de jeugdopleiding 'Talent Academy' van KRC Genk.
In juni 2023 raakte bekend dat Luc Nilis de trainersstaf onder leiding van Stijn Stijnen bij Patro Eisden Maasmechelen vervoegde.

## Persoonlijk
Luc Nilis is een zoon van voetballer Roger Nilis, die in jaren 60 uitkwam voor Sint-Truiden VV. Hij had een hechte band met zijn ouders. Hij groeide op in het Limburgse dorp Zonhoven. Tijdens zijn eerste periode bij RSC Anderlecht verhuisde hij naar een kamer in Brussel, maar nadat dit hem niet beviel, kocht hij een huis in Zonhoven, van waaruit hij reed naar eerst Anderlecht en later PSV. Na zijn transfer naar Aston Villa FC verhuisde hij naar Birmingham. Zijn verblijf in Engeland bleef, door het abrupte einde van zijn carrière, echter beperkt tot enkele weken.
Tijdens zijn jaren bij FC Winterslag ontmoette hij zijn vrouw en ze kregen samen drie kinderen, één zoon en twee dochters. Zijn zoon Arne voetbalde in de jeugd van KRC Genk en PSV. Hier brak hij echter door blessureleed niet door en vertrok naar KSK Hasselt, waar Luc Nilis enige tijd zijn trainer was.
Na zijn carrière als voetballer geraakte Nilis zwaar verslaafd aan gokken waaraan hij veel geld verloor en het kostte hem zijn huwelijk. Een ontwenningskuur in een gespecialiseerde kliniek in Zuid-Afrika hielp hem zijn gokverslaving onder controle te houden. Zijn zoon Arne leed aan dezelfde verslaving en volgde dezelfde ontwenningskuur. Daarna werd Arne begeleider van gokverslaafden.

## Clubstatistieken
| Seizoen | Club           | Competitie     | Duels | Goals |
| ------- | -------------- | -------------- | ----- | ----- |
| 1983/84 | FC Winterslag  | Tweede klasse  | 3     | 1     |
| 1984/85 | FC Winterslag  | Tweede klasse  | 22    | 5     |
| 1985/86 | FC Winterslag  | Tweede klasse  | 25    | 11    |
| 1986/87 | RSC Anderlecht | Eerste klasse  | 16    | 5     |
| 1987/88 | RSC Anderlecht | Eerste klasse  | 32    | 14    |
| 1988/89 | RSC Anderlecht | Eerste klasse  | 33    | 19    |
| 1989/90 | RSC Anderlecht | Eerste klasse  | 27    | 10    |
| 1990/91 | RSC Anderlecht | Eerste klasse  | 30    | 19    |
| 1991/92 | RSC Anderlecht | Eerste klasse  | 27    | 16    |
| 1992/93 | RSC Anderlecht | Eerste klasse  | 29    | 19    |
| 1993/94 | RSC Anderlecht | Eerste klasse  | 30    | 25    |
| 1994/95 | PSV            | Eredivisie     | 30    | 12    |
| 1995/96 | PSV            | Eredivisie     | 31    | 21    |
| 1996/97 | PSV            | Eredivisie     | 26    | 21    |
| 1997/98 | PSV            | Eredivisie     | 24    | 13    |
| 1998/99 | PSV            | Eredivisie     | 27    | 24    |
| 1999/00 | PSV            | Eredivisie     | 26    | 19    |
| 2000/01 | Aston Villa    | Premier League | 3     | 1     |
| Totaal  | Totaal         | Totaal         | 438   | 254   |

## Erelijst
| Competitie             | Aantal     | Jaren                              |            |            |
| Anderlecht             | Anderlecht | Anderlecht                         | Anderlecht | Anderlecht |
| ---------------------- | ---------- | ---------------------------------- | ---------- | ---------- |
| Kampioen Eerste klasse | 4×         | 1986/87, 1990/91, 1992/93, 1993/94 |            |            |
| Beker van België       | 3×         | 1987/88, 1988/89, 1993/94          |            |            |
| Belgische Supercup     | 2×         | 1987, 1993                         |            |            |
| PSV                    |            |                                    |            |            |
| Kampioen Eredivisie    | 2×         | 1996/97, 1999/00                   |            |            |
| KNVB beker             | 1×         | 1995/96                            |            |            |
| Johan Cruijff Schaal   | 3×         | 1996, 1997, 1998                   |            |            |

Individueel
- Voetballer van het Jaar Nederland: 1994/95
- Voetballer van het Jaar België: 1996
- Topscorer Eredivisie: 1995/96 en 1996/97

## Trivia
- Komiek Jacques Vermeire nam ooit het liedje Nilis op, een cover van het bekende nummer Feelings.